# Восточно-Венгерское королевство
Восточно-Венгерское королевство — королевство, образованное после распада Венгерского королевства.
В 1526 году, после битвы при Мохаче, и гибели в ней бездетного короля Людовика II Венгерское королевство пало под натиском турок. После начавшейся в Венгрии междоусобицы, 29 февраля 1528 года султан Сулейман Великолепный согласился пойти на союз с трансильванским воеводой Яношем Запольяи, избранным королем Венгрии, и дал ему письменные гарантии своей поддержки.
В 1541 году, после взятия турками Буды, Венгрия была разделена на три части. Габсбурги получили контроль над землями на севере и западе (Королевская Венгрия), турки получили Османскую Венгрию, а в восточной части Янош Запольяи при помощи турок основал Восточно-Венгерское королевство. Начиная с 1541 или 1542 года Запольяи также контролировал регион, с 1571 года ставший известным как Парциум.

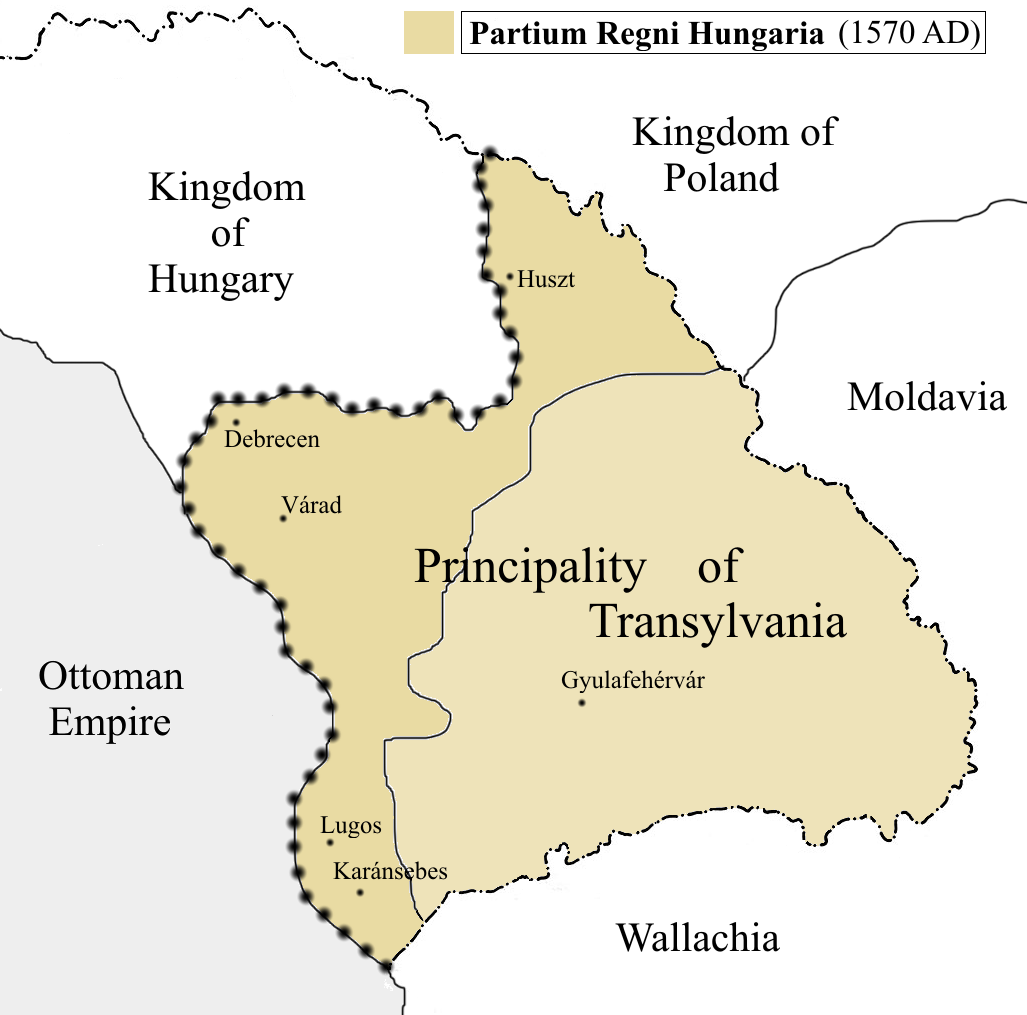
Раздел Восточно-Венгерского королевства в 1570 году

В 1570 году Янош II Сигизмунд, сын Яноша Запольяи, отказался от претензий на титул «Король Венгрии» в пользу Максимилиана II, претендовавшего на этот титул с 1563 года. При этом Янош II оставил за собой титул «князь Трансильвании».
В 1571 году в Шпайере был подписан договор, согласно которому Янош II отказывался от титула «Король Венгрии», а для него создавалось новое герцогство: «Joannes, serenissimi olim Joannis regis Hungariae, Dalmatiae, Croatiae etc. filius, Dei gratia princeps Transsylvaniae ac partium regni Hungariae». Отсюда и пошло название Парциум.
Данный договор подтверждал принцип единой Венгрии: Парциум и Трансильвания передавались Яношу II, но как имперскому князю. Как упоминалось выше, Запольяи контролировали Парциум и до этого, но договор позволил им владеть этой территорией без страха, что Габсбурги оспорят власть рода Запольяи. В некотором смысле Запольяи обменяли титул на территорию.
С подписанием договора в Шпайере Восточно-Венгерское королевство прекратило своё существование, разделившись на Герцогство Парциум и Княжество Трансильвания.